# Crown Building (Manhattan)
Das Crown Building, auch Aman New York, früher Heckscher Building und Genesco Building, ist ein denkmalgeschütztes Hochhaus in Manhattan in New York City, Vereinigte Staaten. Das einstige Bürogebäude beherbergt seit 2022 das Luxushotel „Aman New York“, Eigentumswohnungen und luxuriösen Einzelhandel.

## Beschreibung
Das ikonische Bauwerk befindet sich in Midtown Manhattan an der Südwestecke Fifth Avenue und West 57th Street an der sogenannten Billionaires’ Row. Ein 2020 bis 2022 errichteter Annex reicht zwischen zwei Nachbargebäuden bis zur West 56th Street. Das Crown Building ist nur zwei Blocks von dem nördlich gelegenen berühmten Hotel The Plaza sowie dem Central Park entfernt.
Das Hochhaus wurde vom Architekten Charles D. Wetmore von Warren & Wetmore entworfen und von 1920 bis 1922 als Bürogebäude erbaut. Es wurde nach dem Bauherrn, dem Philanthropen und Unternehmer August Heckscher benannt. Das Gebäude beherbergte neben den Büros mehrere Geschäfte und Kunstgalerien und es war auch das erste Domizil des Museum of Modern Art. Das Crown Building ist 126,8 Meter (416 Fuß) hoch und hat 25 Stockwerke. Die Gebäudearchitektur hat gemäß der Zoning Resolution von 1916 Abstufungen und Rücksprünge. Sie gliedert sich, wie bei vielen Bauten zu dieser Zeit üblich in drei Teile: einen neunstöckigen Sockel, einen zwölfstöckigen Schaft und einen vierstöckigen, achteckigen Turm mit Pyramidendach. Die kunstvoll verzierte Pyramide ist nachts beleuchtet. Die Fassade wurde insbesondere im oberen Bereich im Stil der französischen Renaissance gestaltet und besteht aus Kalkstein mit Ziegel- und Terrakottaelementen, die zum Teil mit Blattgold überzogen sind.
August Heckscher verlor das Gebäude 1938 durch eine Zwangsvollstreckung. Nach mehreren Besitzerwechsel wurde es 1964 in „Genesco Building“ umbenannt. 1981 kaufte der philippinische Diktator Ferdinand E. Marcos das Hochhaus und ließ es 1983 in „Crown Building“ umbenennen. Nach dem Sturz des Marcos-Regimes erwarben 1991 Bernard Spitzer und seine Partner Marvin Winter und Jerome L. Greene das Gebäude. 2015 kauften Michael Shvo und der russische Milliardär Vladislav Doronin den Büroteil. Die zu Doronin gehörende OKO Group ließ die Büroetagen über den Einzelhandelsgeschäften von 2019 bis 2022 von der Firma Ant Yapi zu dem Hotel „Aman New York“ mit 83 Suiten und 22 private Residenzen umbauen. Das Hotel bietet unter anderem zwei Restaurants, einen dreigeschossigen Spa mit Pools und einen Jazz Club. Der Hoteleingang befindet sich in der West 57th Street und der für die Wohnungen im neuen Annex in der West 56th Street.
Am 14. Mai 2024 stellte die New Yorker Landmarks Preservation Commission (LPC) das 1922 fertiggestellte Gebäude (ohne Annex) unter Denkmalschutz.
Die ersten drei Etagen beherbergen fünf luxuriöse Einzelhandelsgeschäfte. Dies sind der New Yorker Flagship-Store von Bulgari, die Juweliergeschäfte Mikimoto und Chopard sowie Chanel und der Herrenmodeladen Zegna. Gemeinsam mit den ebenfalls an der Kreuzung Fifth Avenue/57th Street liegenden Geschäften von Tiffany & Co., Louis Vuitton, Saint Laurent, Bergdorf Goodman und Van Cleef & Arpels bilden sie die größte Konzentration von Luxus-Läden an der Fifth Avenue.

## Ansichten

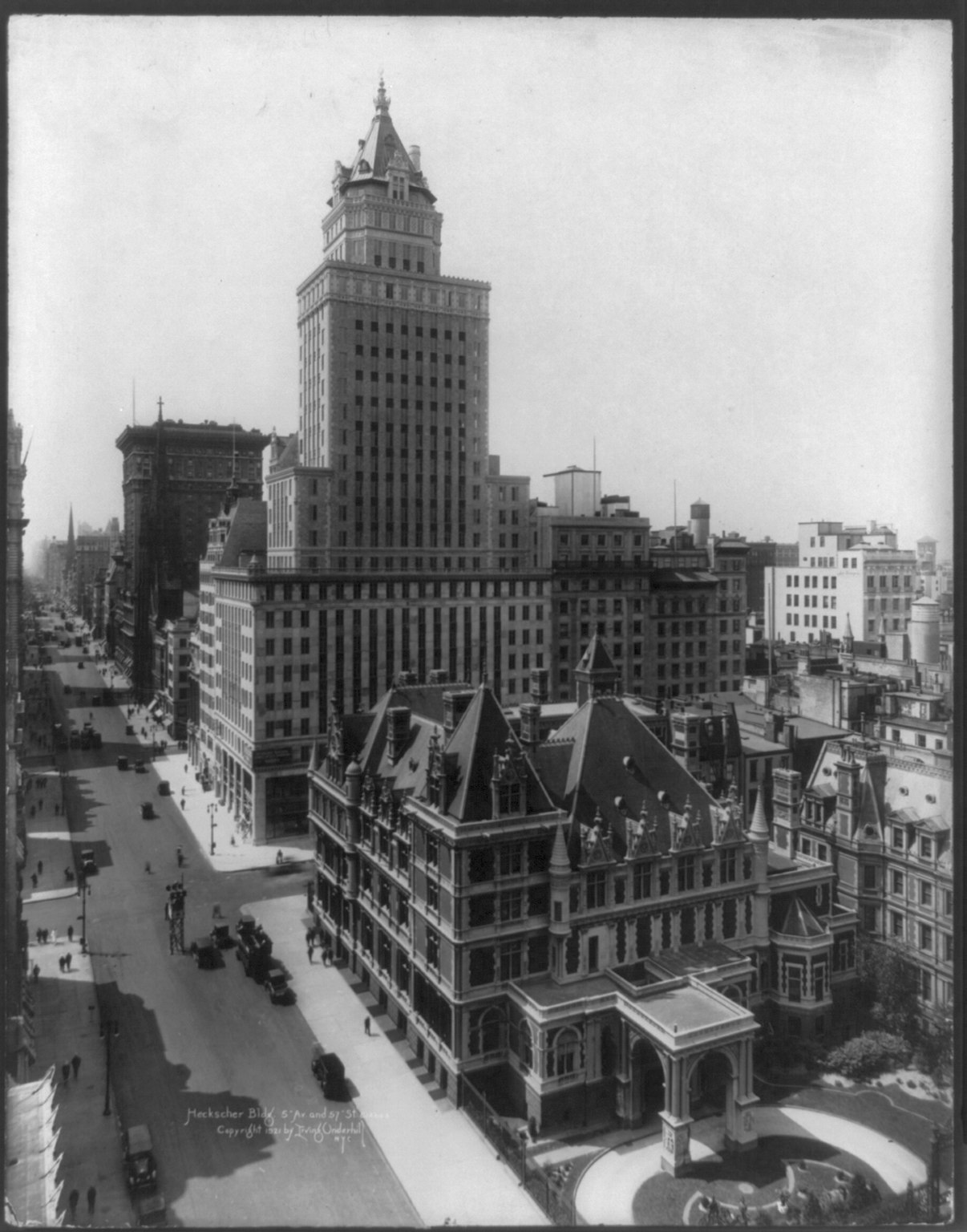
Historische Aufnahme von 1921
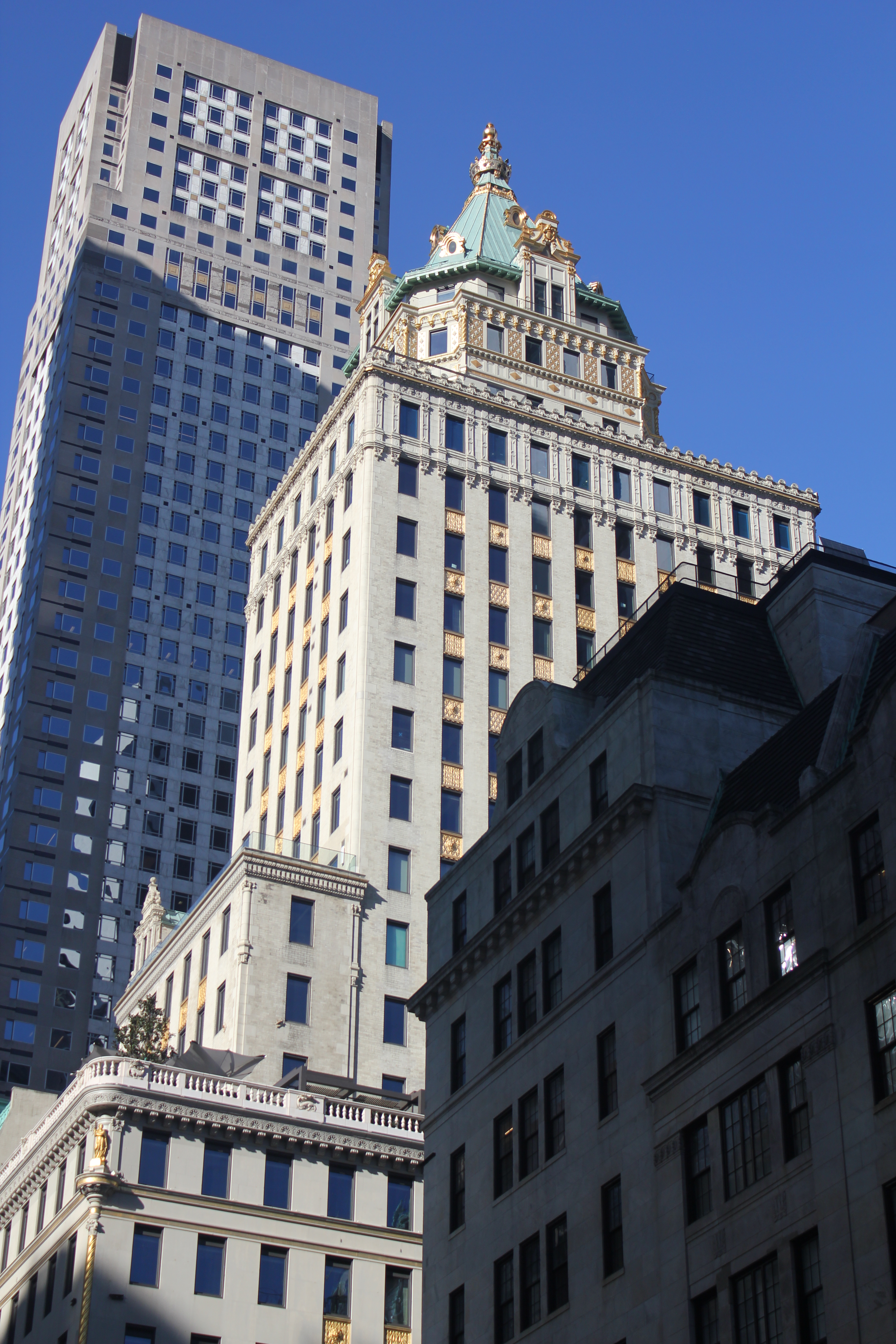
Das Crown Building am 23. April 2024
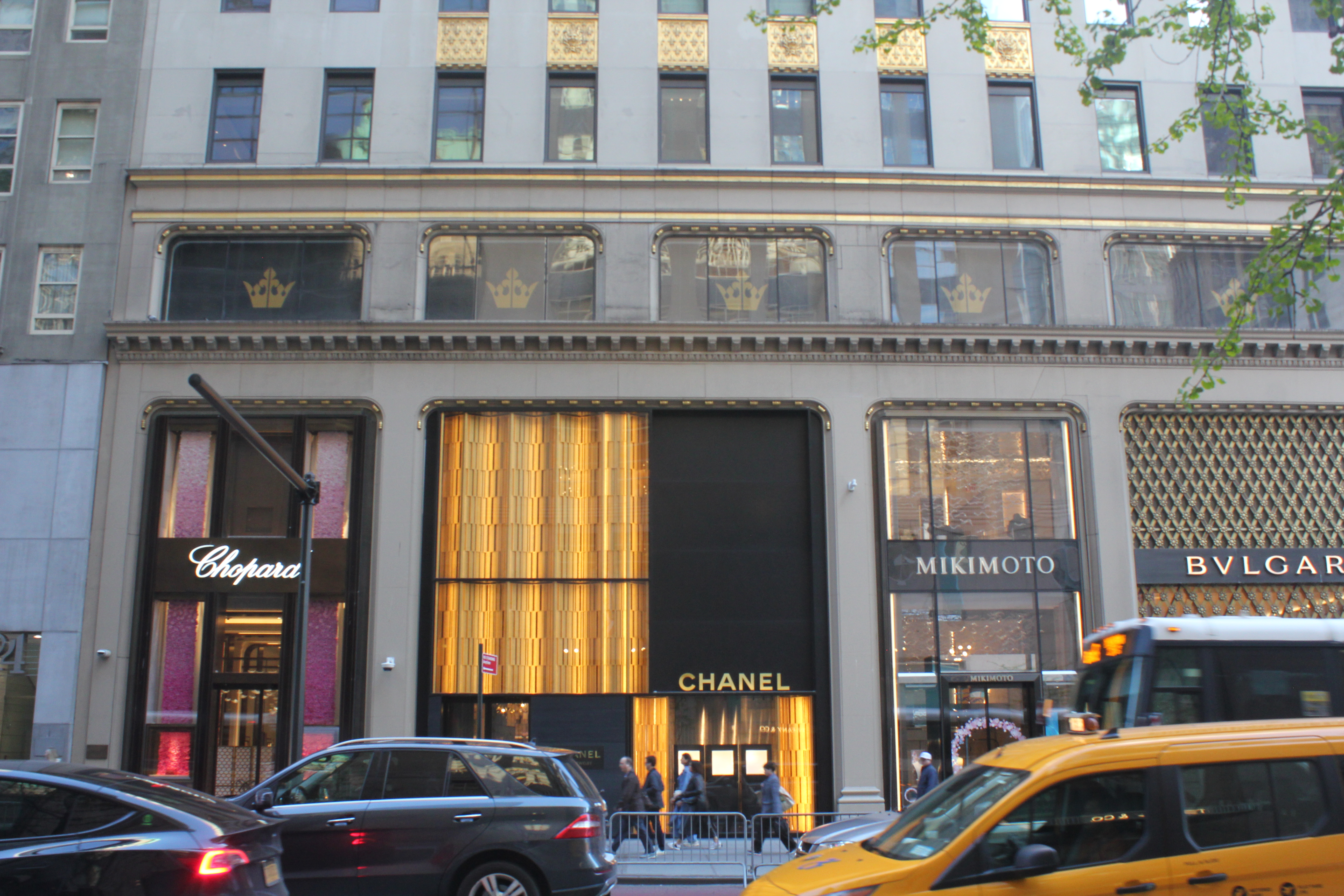
Luxus-Läden an der Fifth
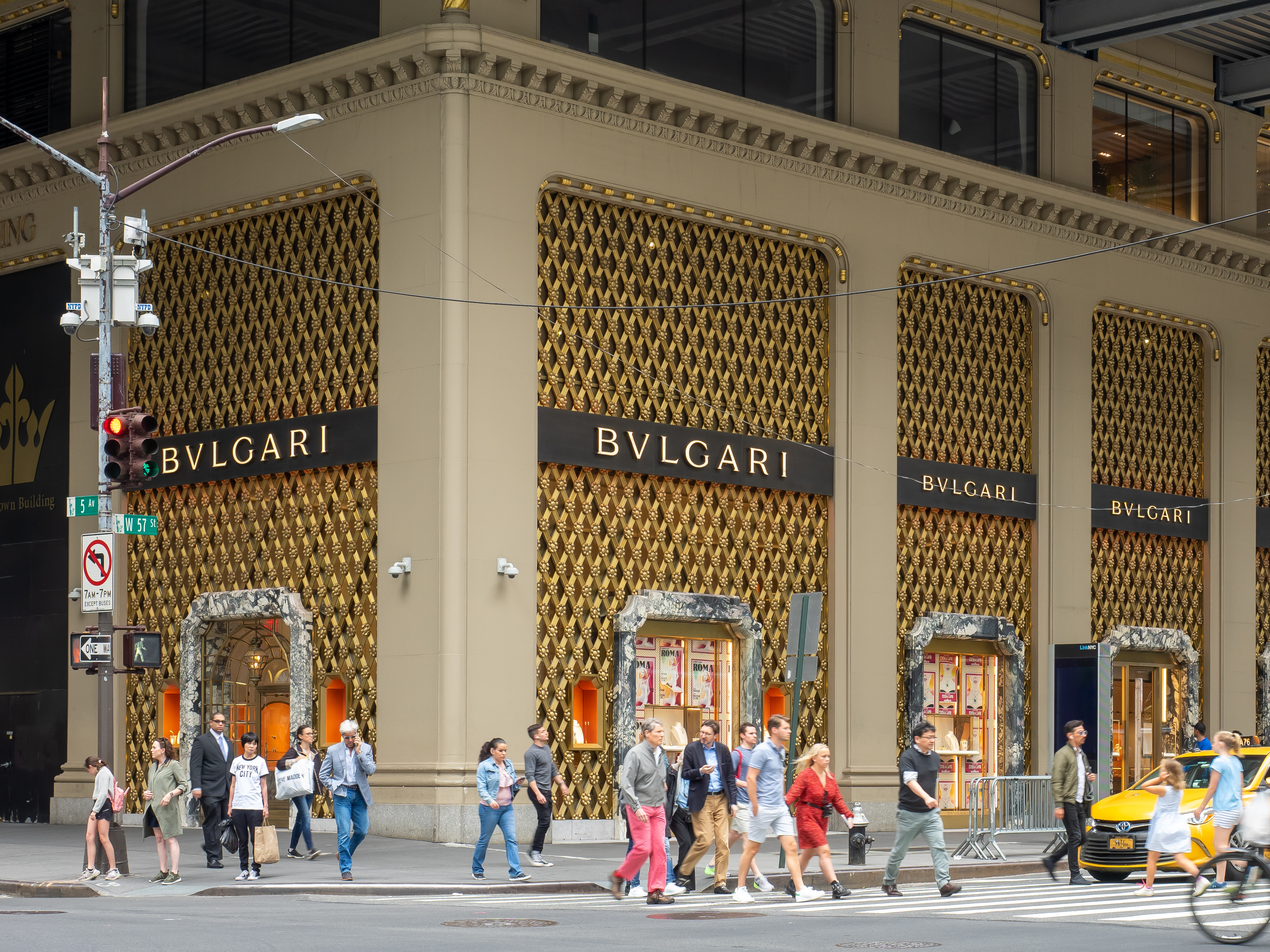
Bulgari Flagship
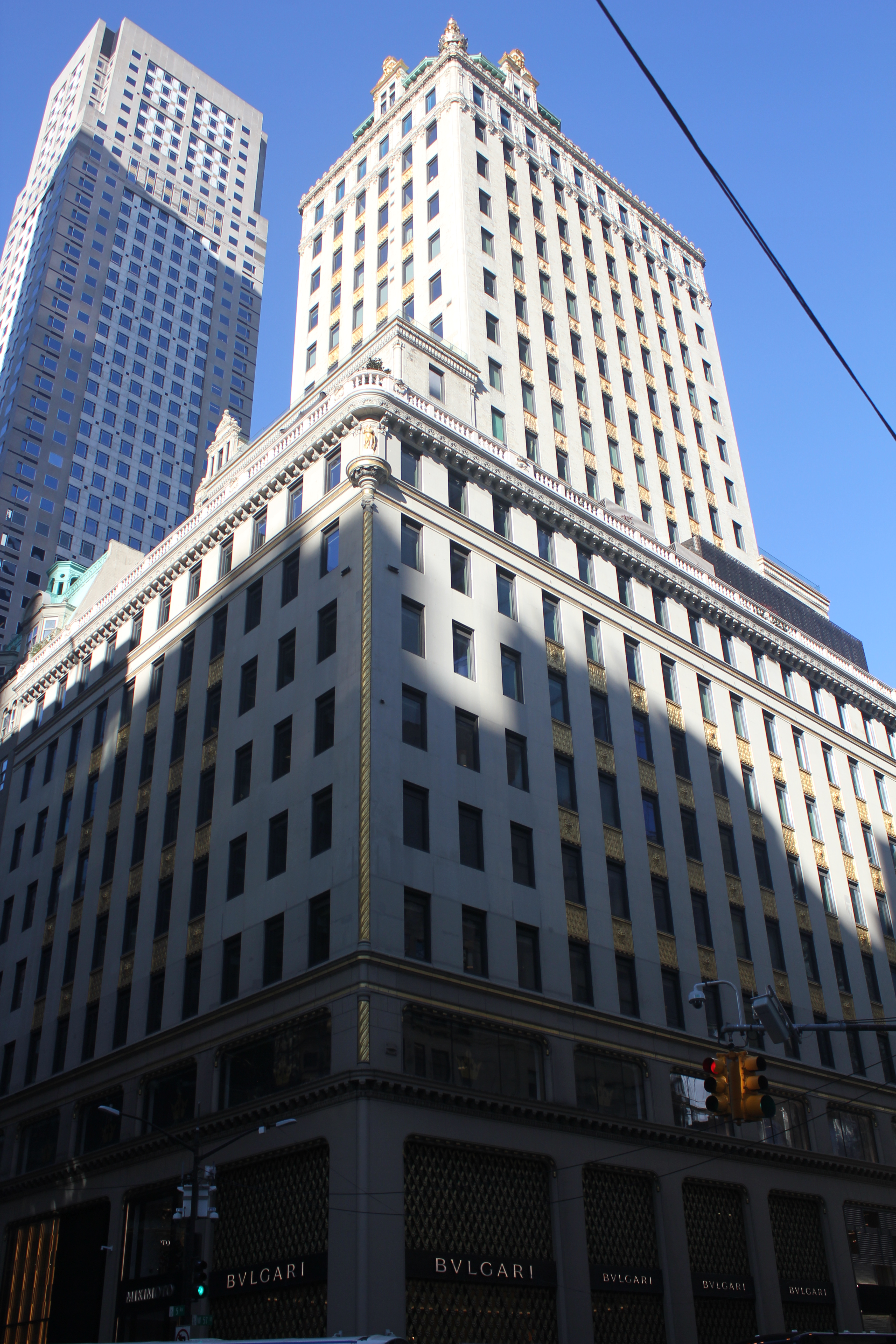
Ansicht von der Fifth Avenue
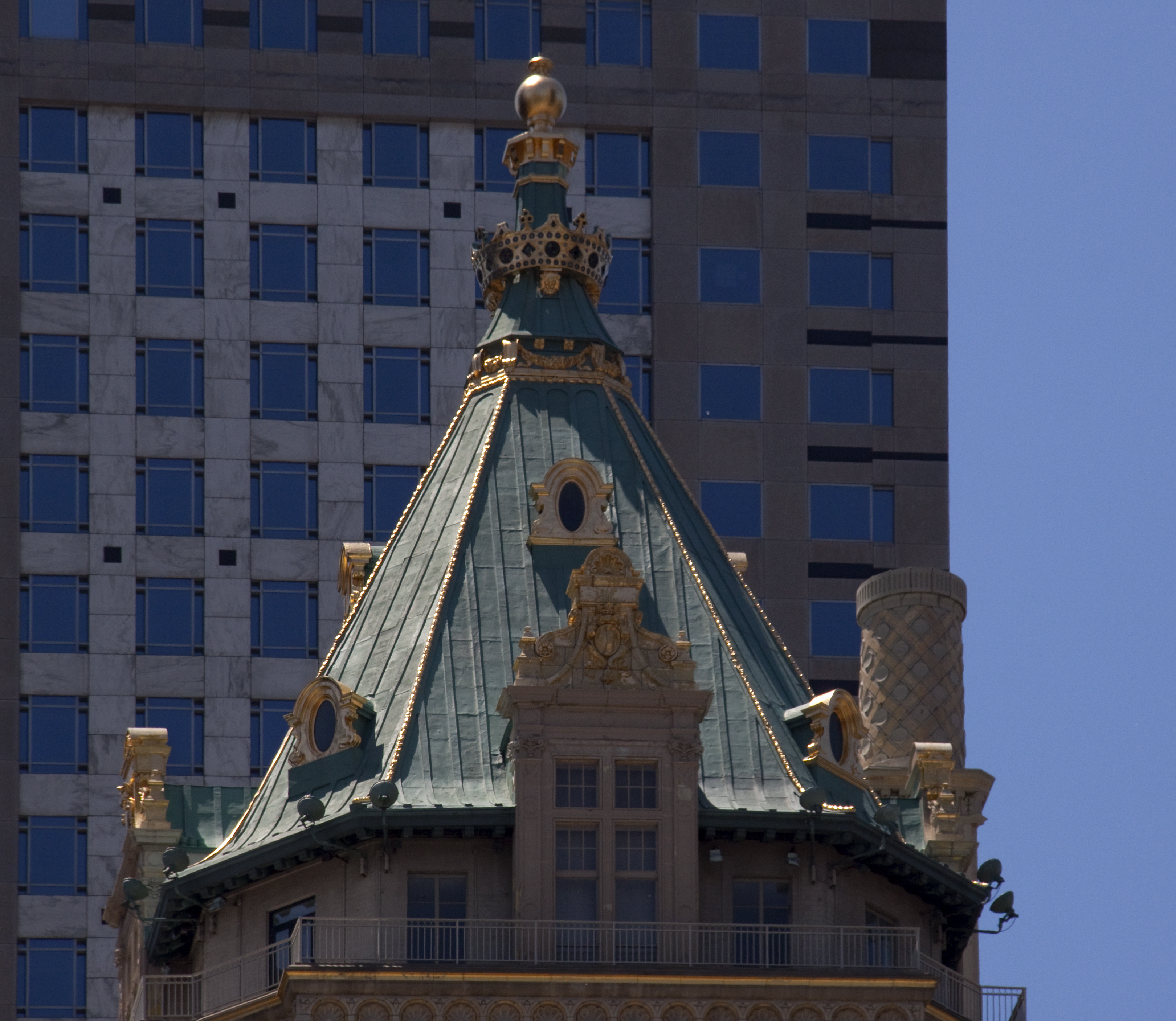
Pyramidendach mit Krone